# 랑스 오 메도즈
랑스 오 메도우즈(프랑스어: L'Anse aux [lɑ̃ːs o][*] 영어: Meadows [ˈmɛdoʊz][*])는 캐나다 동부 뉴펀들랜드 래브라도주의 뉴펀들랜드섬 최북단에 있는 고대 유적지이다. 1978년에 유네스코 세계 문화 유산으로 등록되었다. ‘캐나다 국립 사적지’로 지정되어 있다. 어원은 프랑스어로 ‘해파리 굴’(jellyfish cove)을 의미하는 L' Anse-aux-Méduses에서 왔다.
1960년, 노르웨이 탐험가 헬게 잉스타드(Helge Ingstad)와 그의 아내 고고학자 앤 스타인 잉스타드(Anne Stine Ingstad)가 발견했다. 콜럼버스가 북미에 상륙하기 전 시대에 바이킹이 들여온 것으로 알려진 스파이크를 잉스타드 부부가 발견하고 이를 통해 서양인 관점으로 본 콜럼버스의 ‘신대륙 발견설’을 뒤엎었다. 1978년에 유네스코 세계 유산으로 등록되었다.

## 주거지

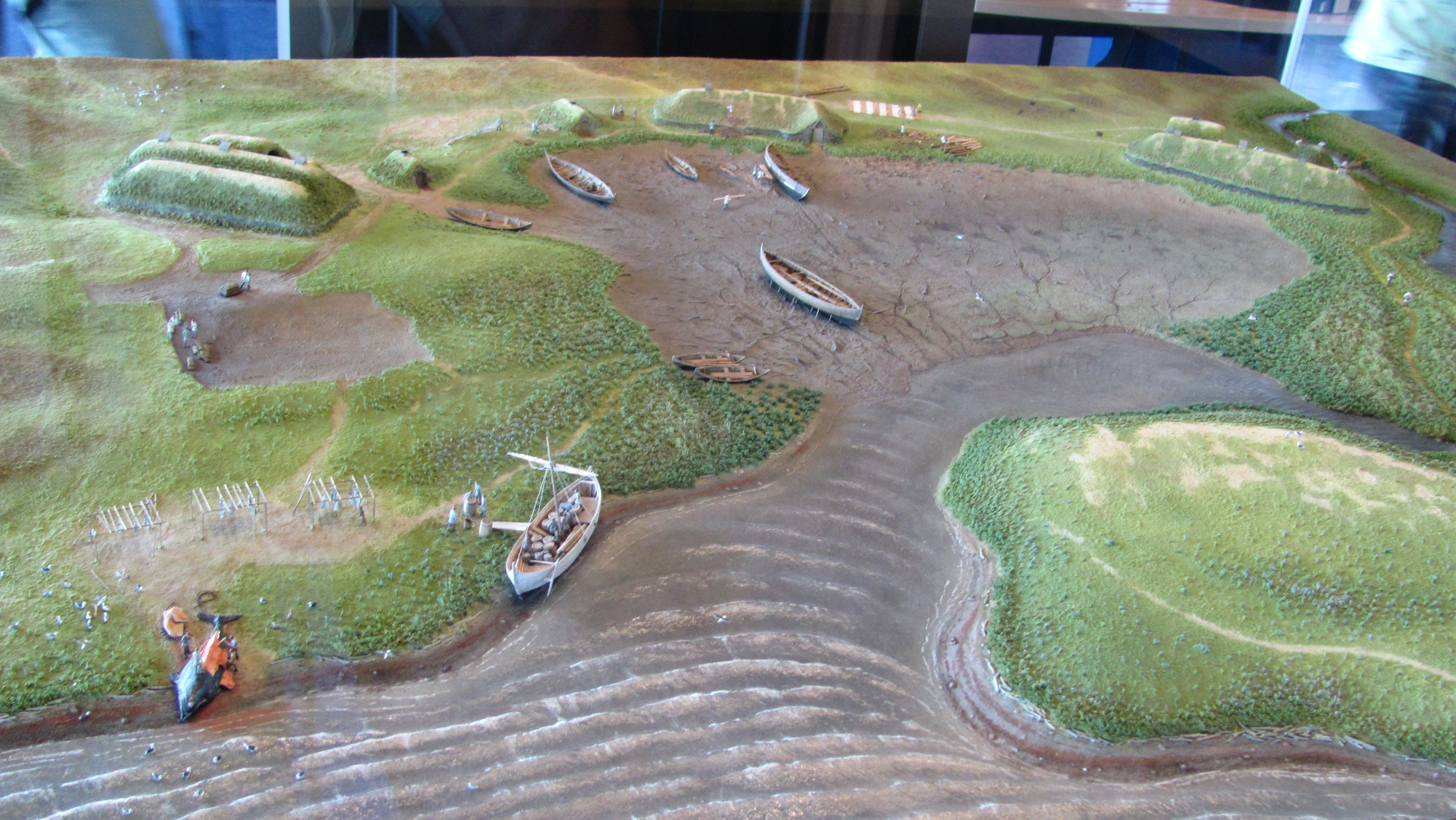
박물관에 있는 주거지 모형

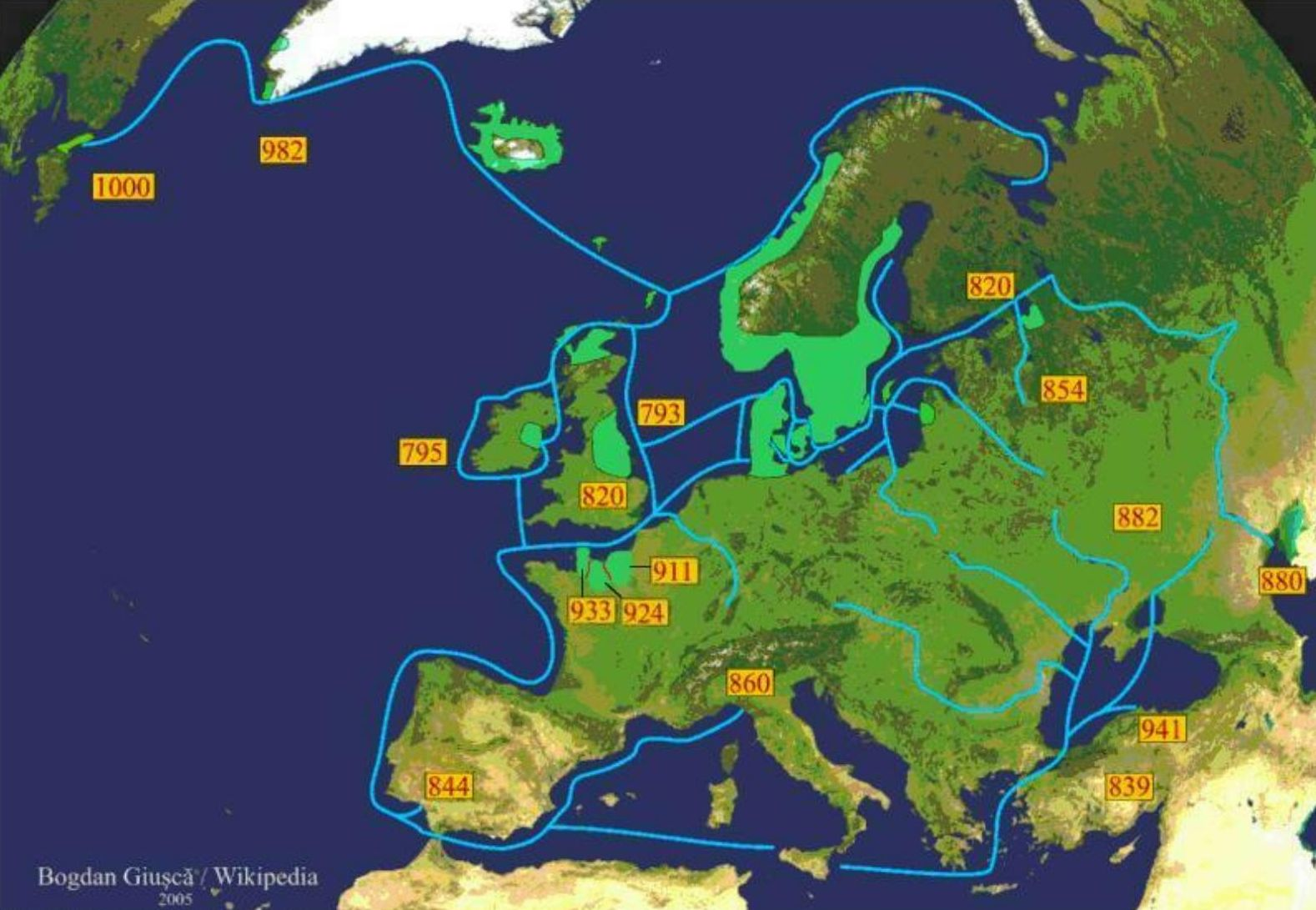
영토, 항해, 랑스 오 메도즈에서 바이킹의 정복

그린랜드 이외의 북아메리카에서 유일한 바이킹의 정착지로 확인된 유적이다. 수년 동안 고고학 조사가 이루어지고 있으며 크리스토퍼 콜럼버스가 미국에 도달하기 500년 전 주거지 및 도구 등이 출토되었다. 거주지에서는 북미 최초로 유럽인이 만든 구조물이 포함되어 있다. 일반적으로는 1000년 경 바이킹 항해자 레이프 에릭슨이 도달한 중반 전설이 된 땅 ‘ 빈랜드’라고 여겨지고 있다.
랑스 오 메도우의 주거지는 적어도 8개의 건물로 되어 있다. 대장간과 용광로, 배 제작을 지원했던 제재소 등도 발견되고 있다. 최대의 건조물은 세로 28.8m, 가로 15.6m의 바닥 면적을 가지는데, 여러 개의 방이 있었던 것으로 추측되고 있다.

## 역사
10세기에서 11세기의 그린랜드와 뉴펀들랜드의 기후는 21세기 현재보다 온난했던 것으로 보인다. 레이프 에릭슨의 항해에 대해 자세하게 쓰여진 사가(Saga, 그린랜드 개 사가와 빨간 머리 에이리크의 사가)에 따르면 986년에 뱌르니 헤르욜프슨(Bjarni Herjólfsson)이 아이슬란드에서 그린란드로 지도도, 나침반도 없는 항해를 하면서 건너다가 폭풍우를 만나 그린랜드를 찾아 서쪽으로 향하고 있었는데 우연히 숲으로 뒤덮인 땅을 찾았다.
10년 후, 이 이야기를 들은 레이프는 뱌르니의 배를 이용하여 35명의 동료와 함께 그 땅을 향해 항해했다. 결국 포도와 연어가 풍부하고 겨울에도 서리가 내리지 않는 땅에 도착하여 나무가 적은 그린랜드에 많은 목재를 싣고 돌아왔다고 한다.
랑스 오 메도우는 다음 중 하나라고 추측되고 있다:
- 최초의 숙영지
- 선주민들(스크레링과 그들의 무리)에 쫓긴 후 만든 숙영지
- 사가에는 나오지 않는 숙영지

사가(Saga)는 이어 1010년 경 토르핀 카르세프니(Thorfinn Karlsefni)에 의한 이주 시도 또한 언급하고 있다. 토르핀이 인솔한 135명의 남자와 15명의 여자는 윈란드로 건너가 레이프가 쓴 숙영지(랑스 오 메도스?)를 이주지로 삼았다. 이 이주자 중에 빨간 머리 에이리크의 사생아로 레이프 에릭슨의 이복 자매인 프레이디스 에이릭스도티르(FreydísEiríksdóttir)가 있었다고 한다. 그들은 수크레링(아마 아메리칸 인디언의 베어스톡 족)들과 교역했지만 곧 충돌이 일어나면서 그린란드에서 철수했다. 사가에 나오는 이주지와 랑스 오 메도 관련에 대해서는 확인되지 않았지만, 랑스 오 메도가 서기1000년경의 노르드인의 이주지였음은 분명하다.
랑스 오 메도는 그린란드와 랑스 오 메도보다 더 남쪽의 정착촌(세인트로렌스만 남부 주변)과 중계지였을 가능성이 있으며, 그린란드에 살던 노르드인들의 월동지였을 가능성도 지적되고 있다. 여기가 거주지로 쓰인 것은 겨우 2, 3년이었다. 문헌 연구와 고고학 연구 모두에서 원주민들과의 관계가 악화된 것이 포기의 원인으로 보인다. 여성을 둘러싼 노르드인과 원주민의 분쟁이나 뜻밖의 악천후도 포기의 이유로 시사되고 있다.
랑스 오 메도는 알곤킨 어족 사이에 있는 ‘사그네 왕국의 전설’(Kingdom of Saguenay, 모피와 금속을 많이 가진 금발의 민족의 나라)라고 하지만, 추측에 지나지 않는다.

## 갤러리

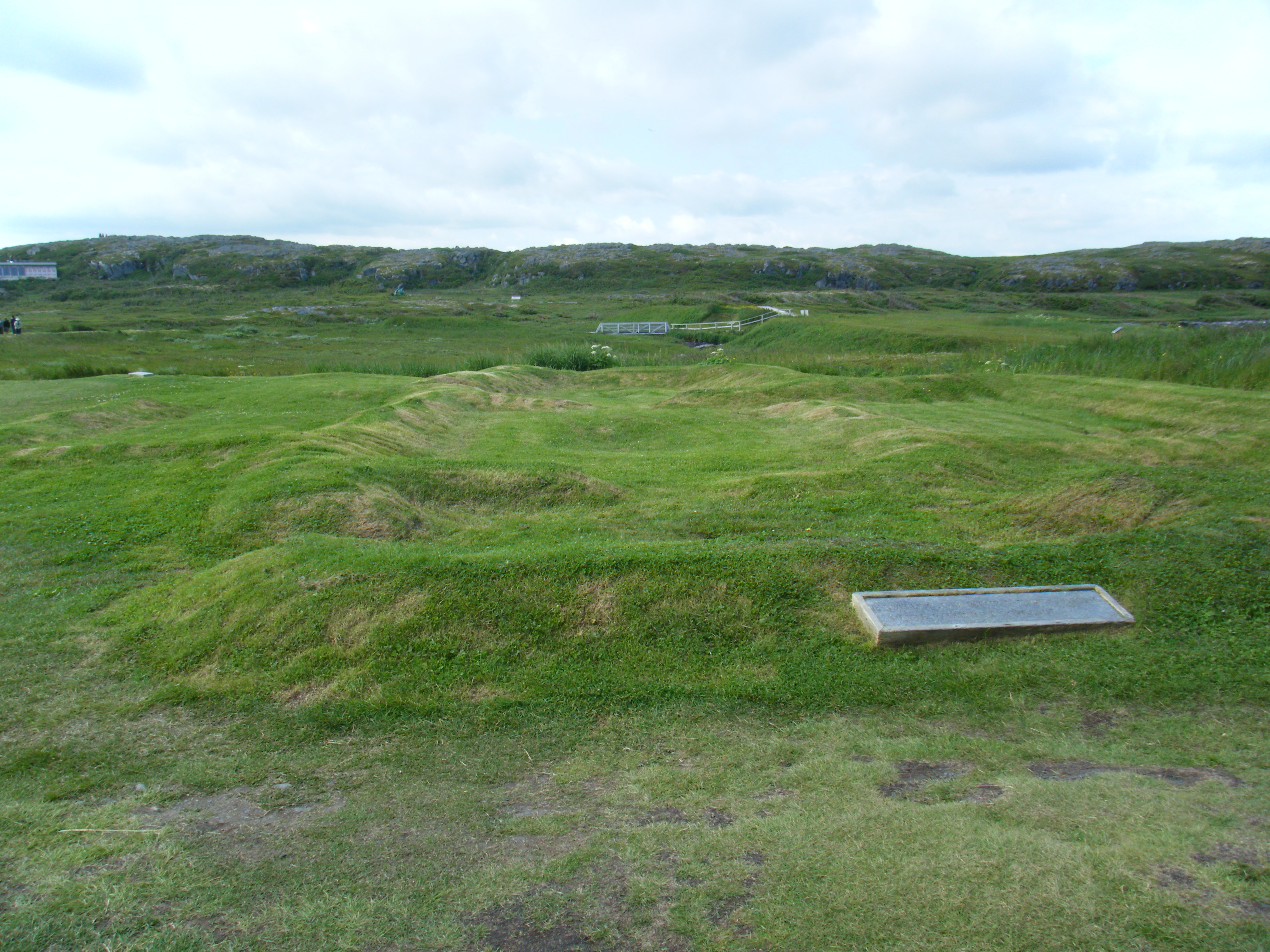
바이킹 거주지 유적, 2010 (건물 A)
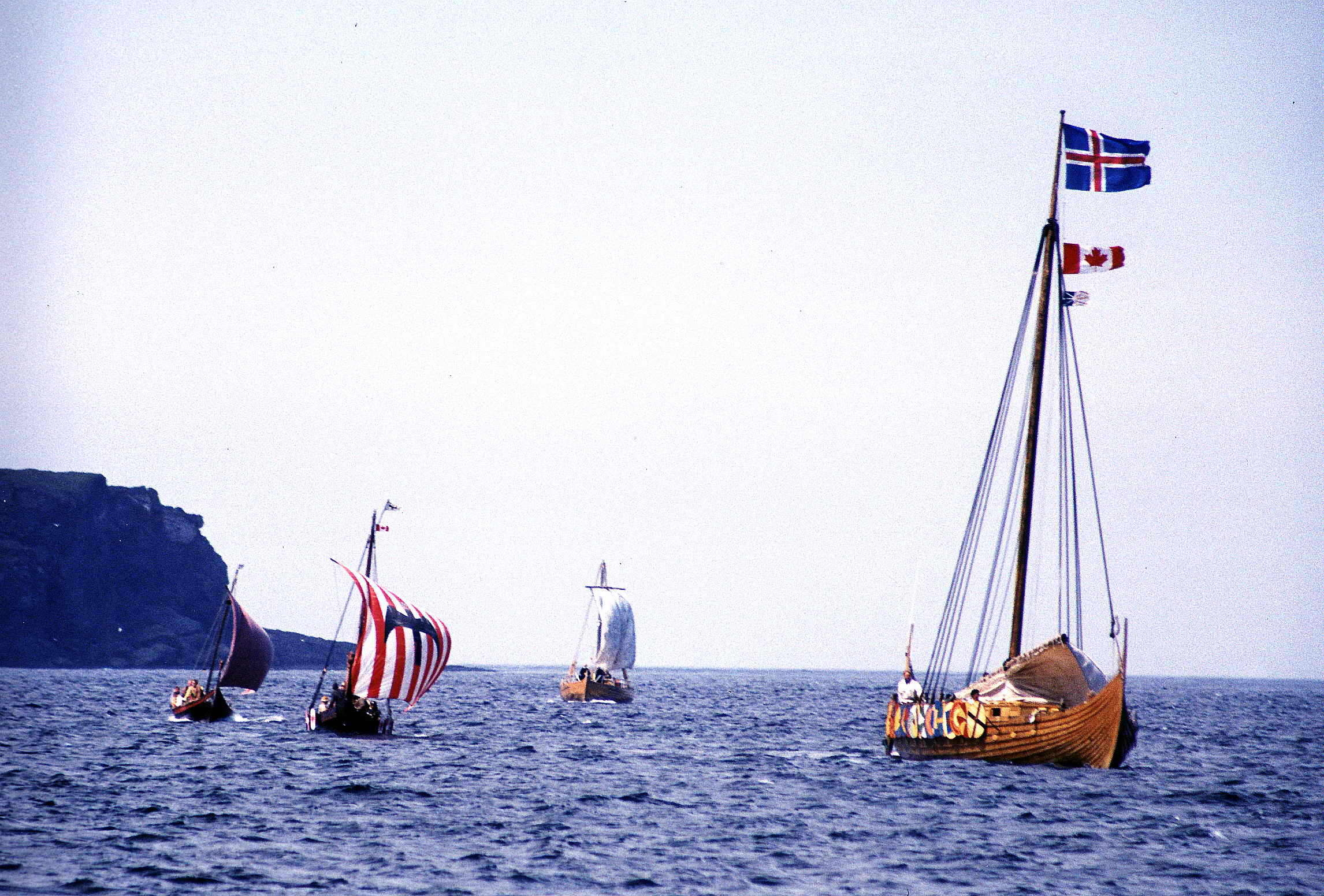
랑스 오 메도즈 상륙 재현, 2000
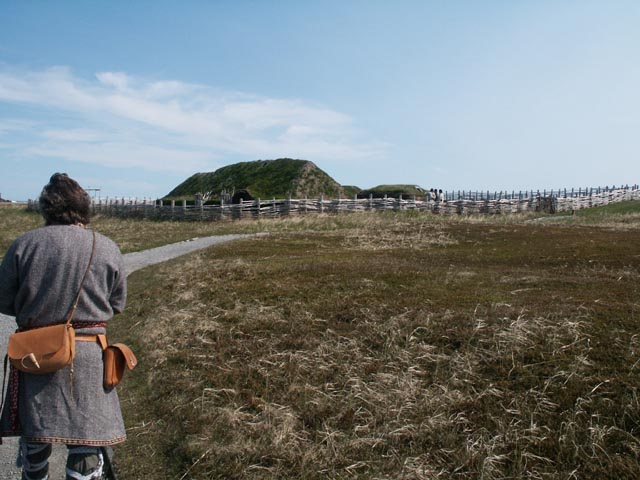
랑스 오 메스즈, 복원된 잔디집, 2002
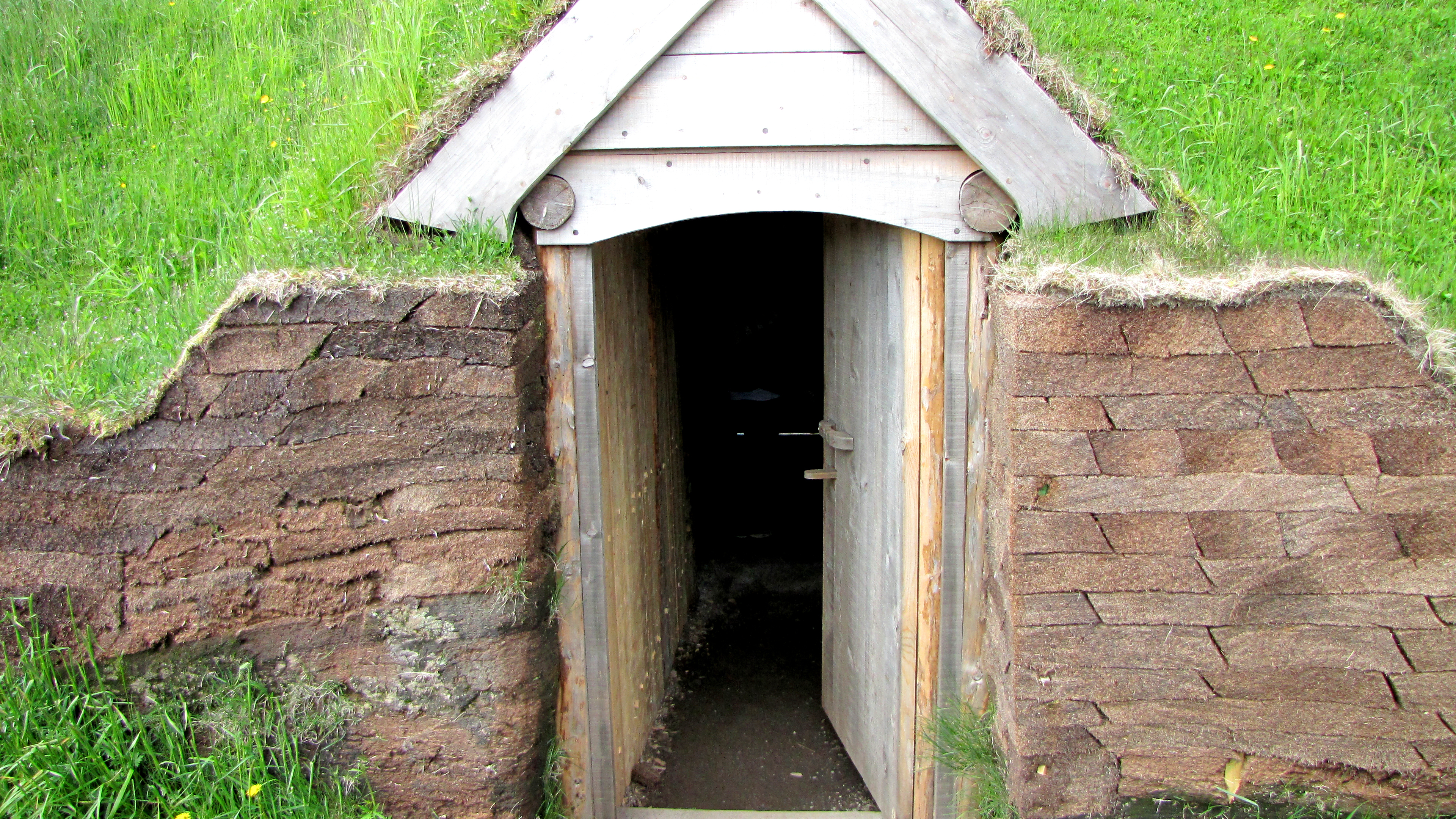
복원된 바이킹 잔디집 입구
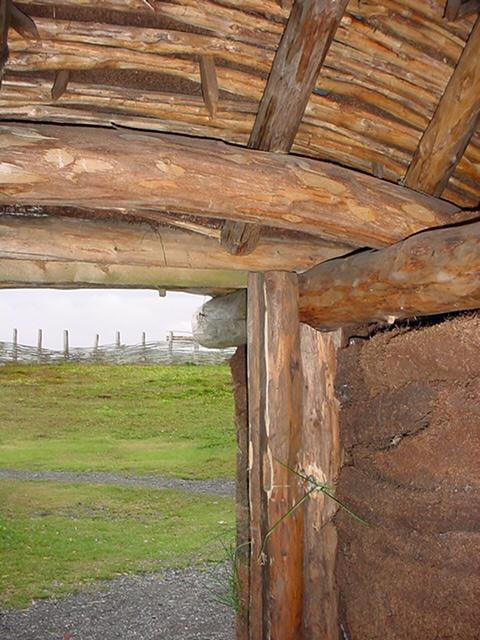
내부에서 본 입구 구조, 2006
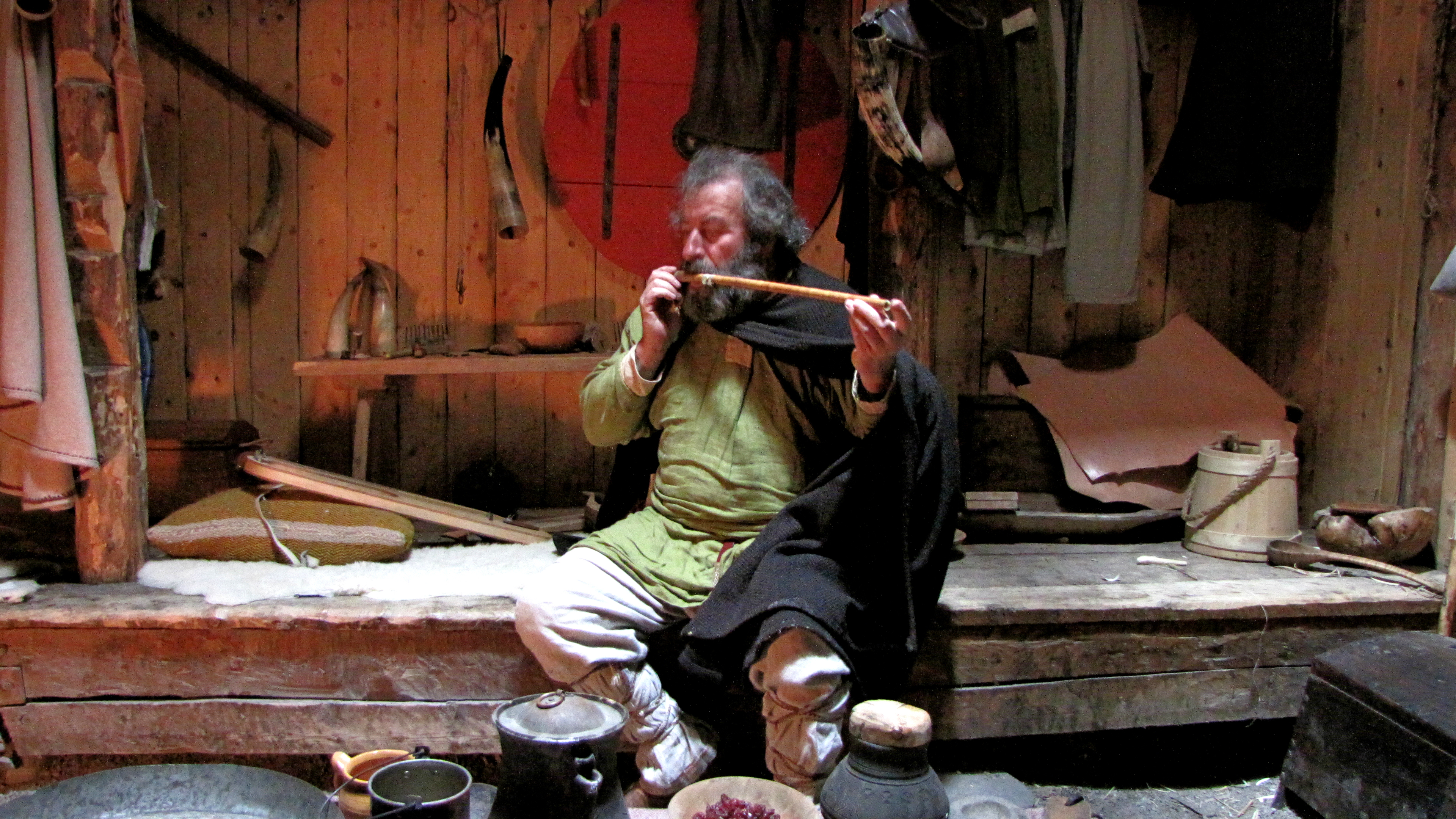
잔디집 내부
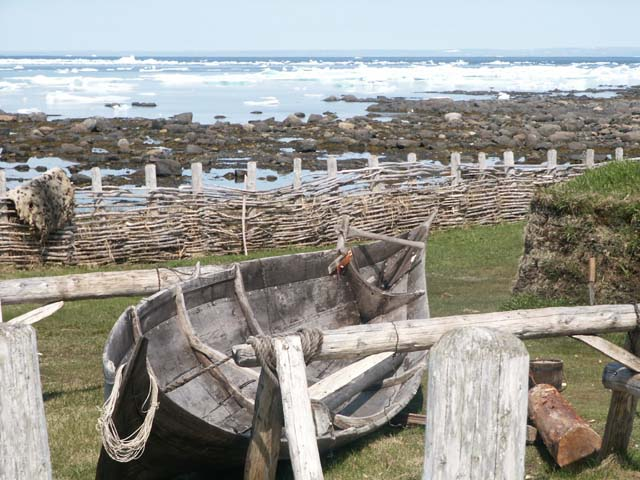
랑스 오 메도즈에 있는 재현 보트, 2002
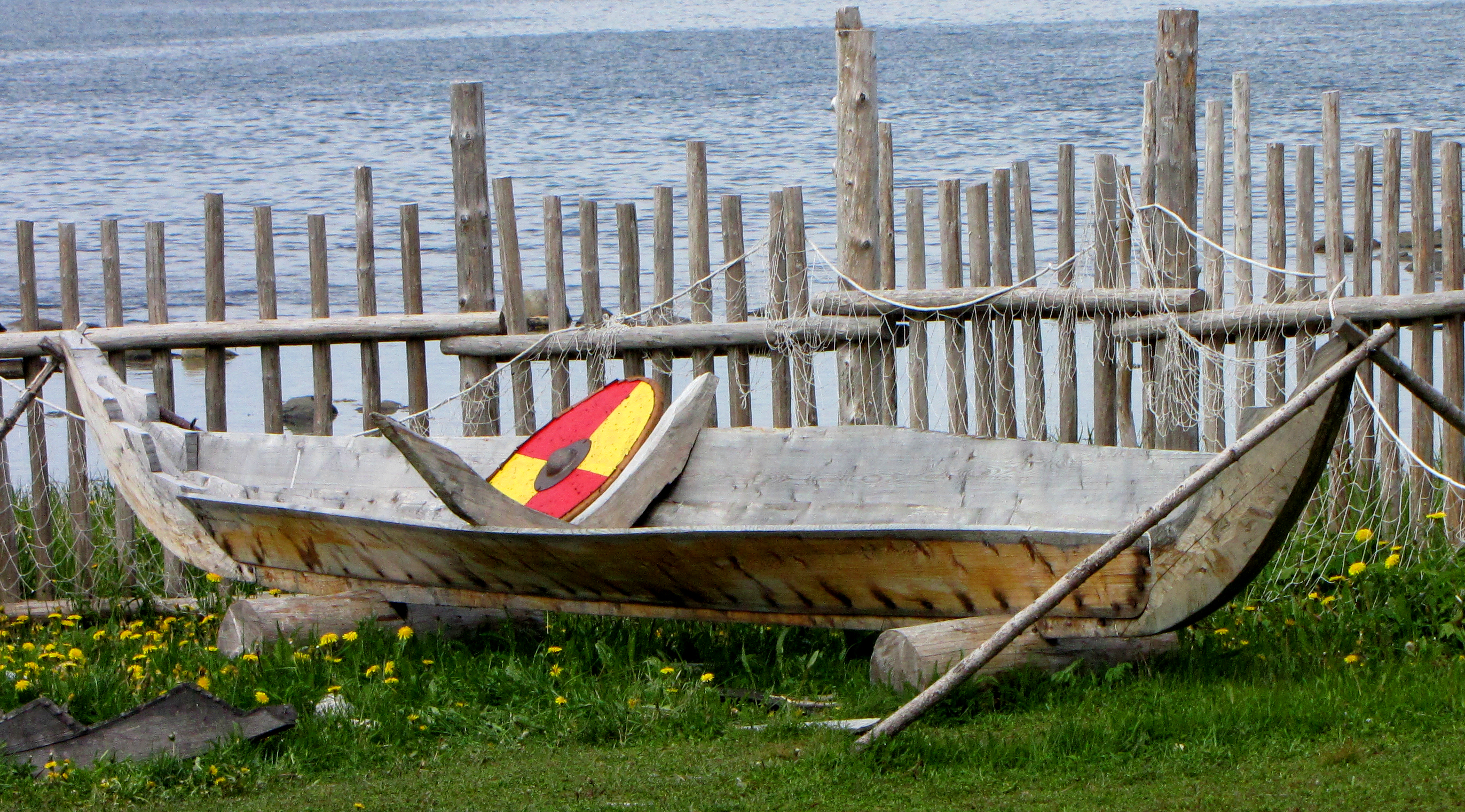
재현한 소규모 보트
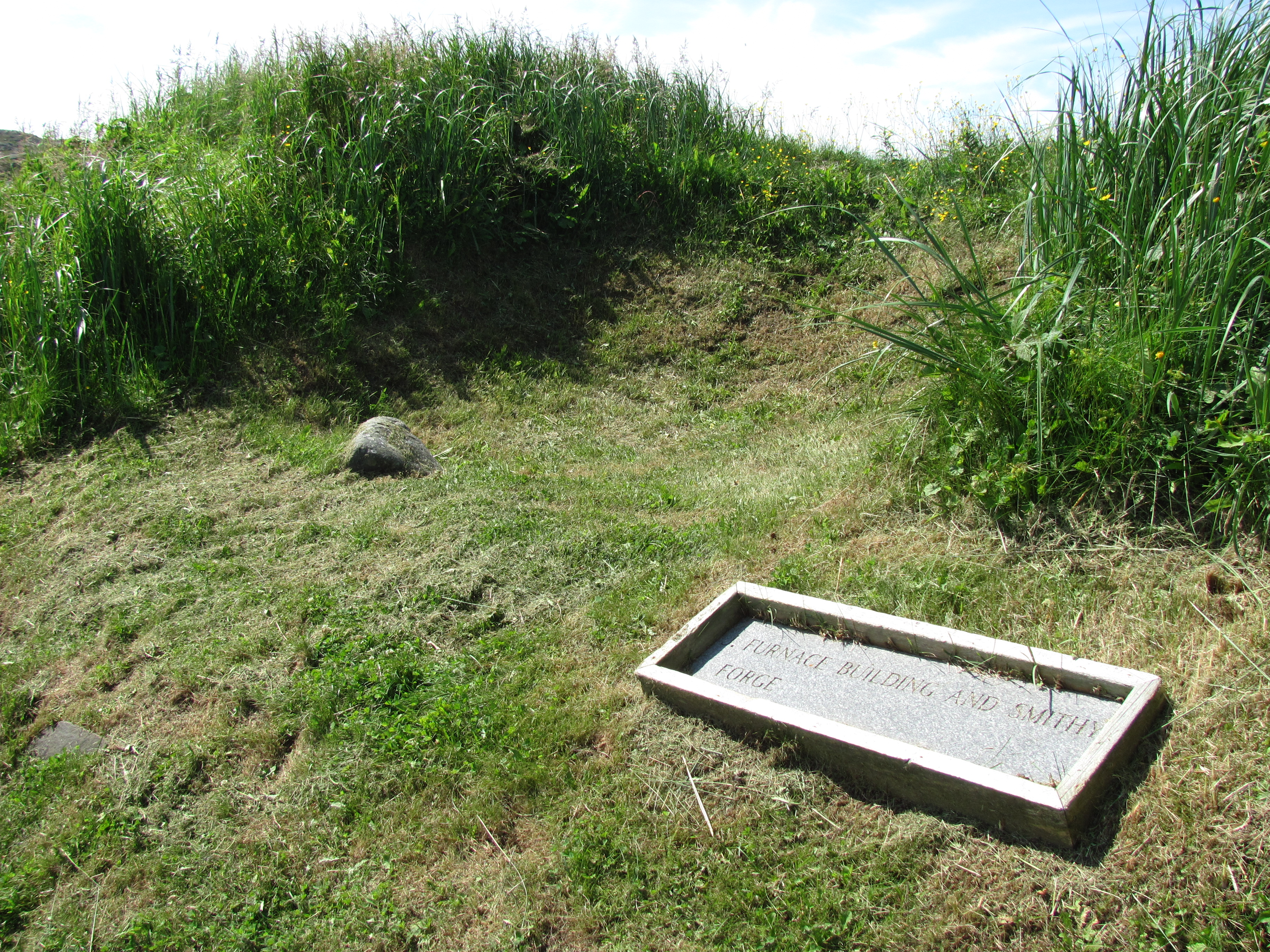
대장간 유적 (건물 J)
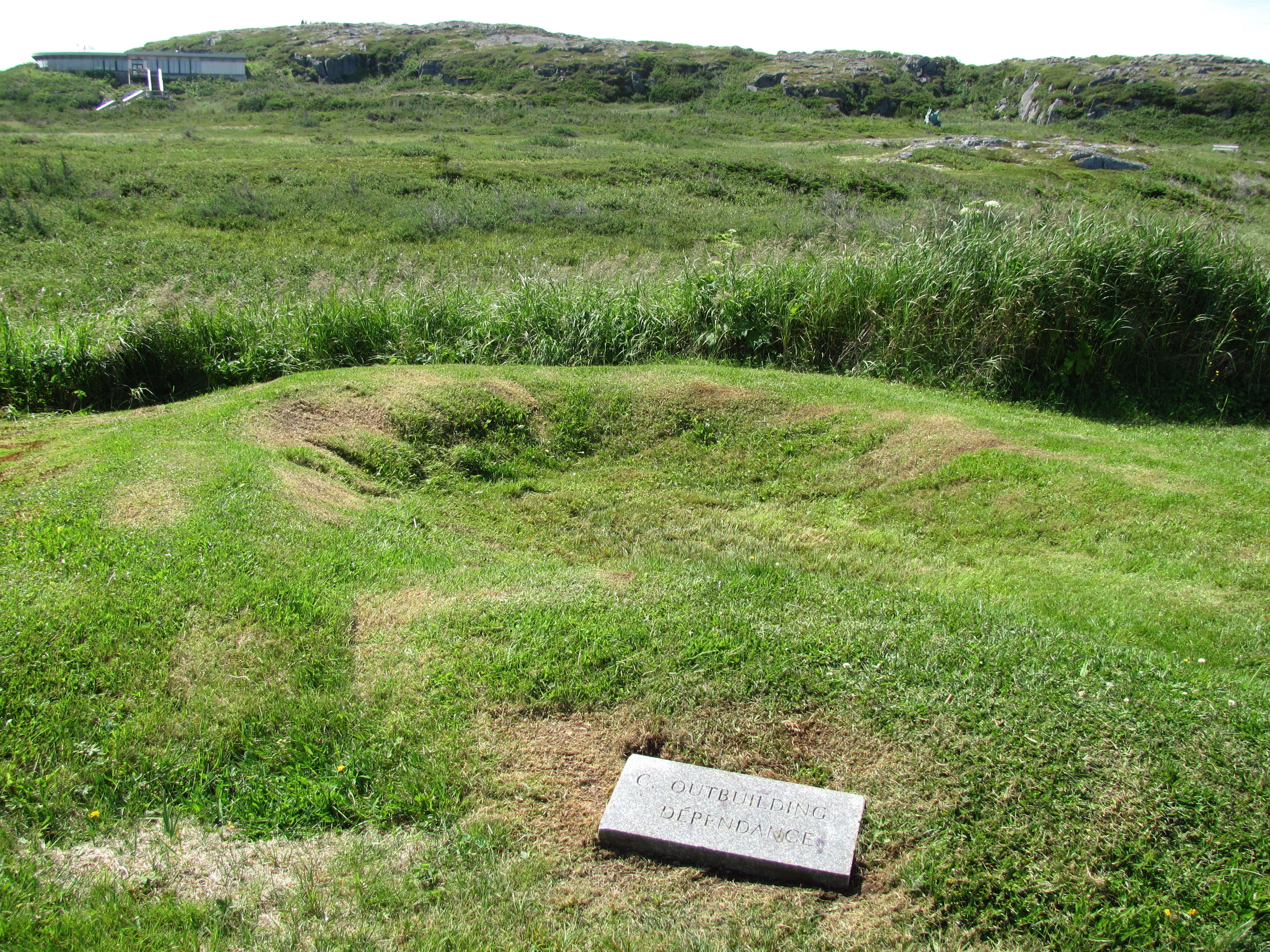
소규모 건물 유적 (건물 B)
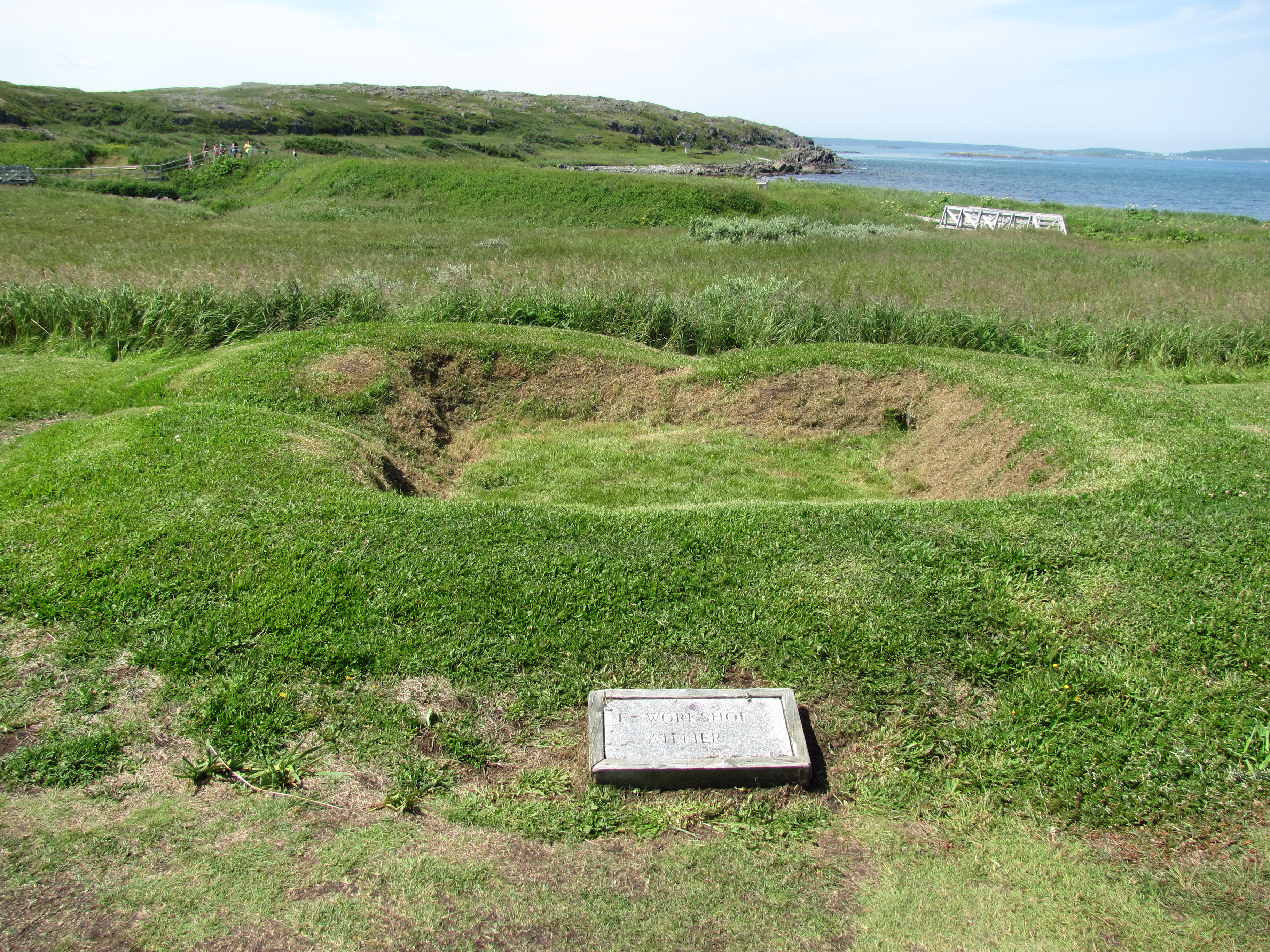
작업장 유적 (건물 E)
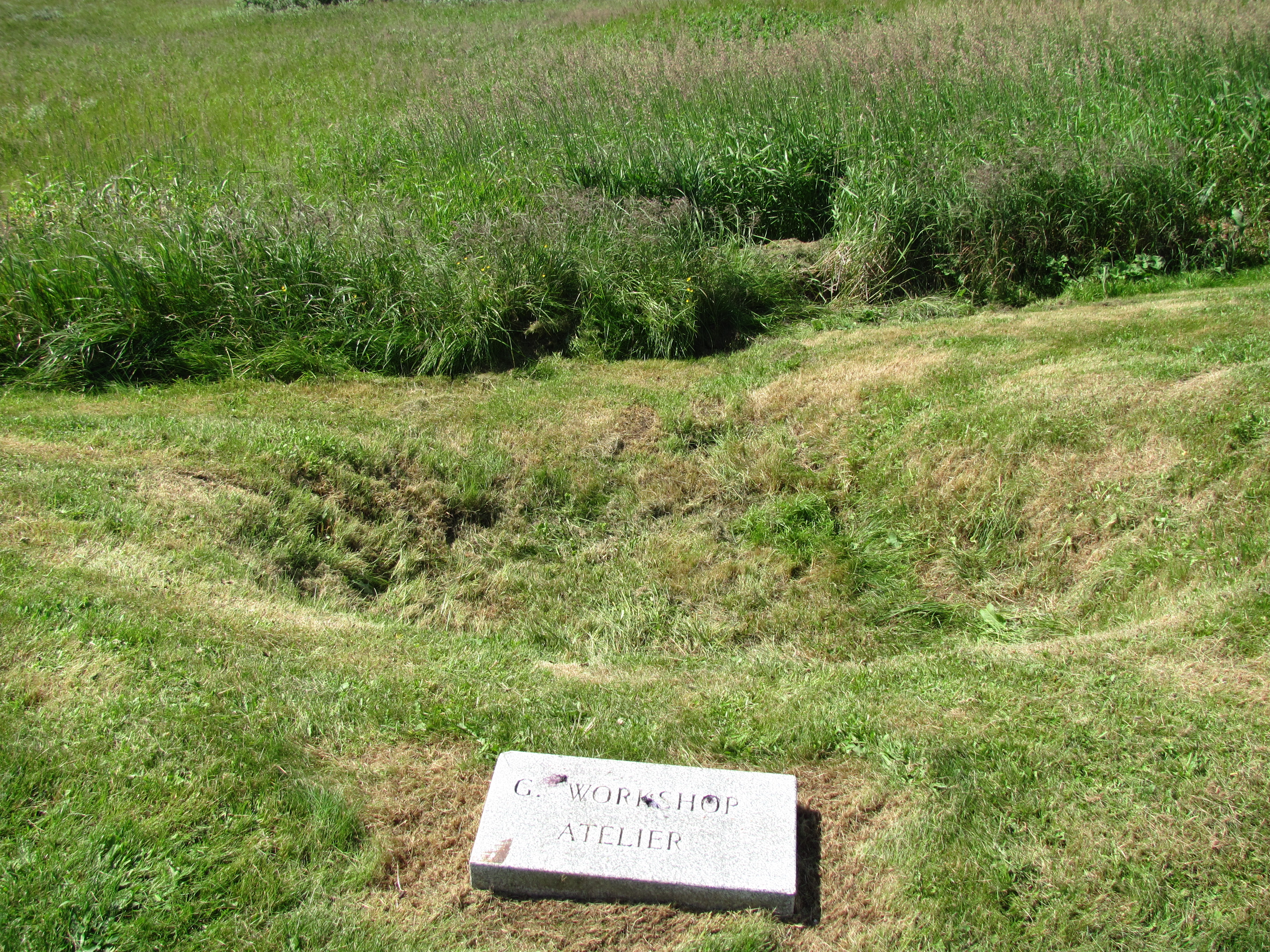
작업장 유적 (건물 G)

## 같이 보기
- 캐나다의 세계유산
- 노르드인의 아메리카 식민화
- 토르핀 카를세프니